# Dysdera scabricula
Dysdera scabricula är en spindelart som beskrevs av Simon 1882. Dysdera scabricula ingår i släktet Dysdera och familjen ringögonspindlar. Inga underarter finns listade i Catalogue of Life.